# Sofía Gatica
Sofía Gatica (1967, Córdoba, Argentina) es una activista medioambiental argentina. Es conocida por su lucha contra el modelo agroindustrial de producción de soja transgénica, que utiliza gran cantidad de plaguicidas y herbicidas. Gatica es la cofundadora de Madres de Ituzaingó, una organización que nuclea a los vecinos de Ituzaingó, Provincia de Córdoba, una zona donde la soja transgénica está ampliamente extendida. Su hija Nandy murió apenas tres días luego de su nacimiento debido a insuficiencia renal, probablemente debido a la exposición temprana a plaguicidas durante el embarazo.
Recibió el Premio Medioambiental Goldman en 2012, por su lucha contra el uso de agrotóxicos en la agricultura argentina, en particular los agentes que contienen glifosato y endosulfán.
En noviembre de 2013, fue amenazada de muerte a punta de pistola y golpeada por hombres que no fueron identificados. Este hecho se concretó mientras se encontraba militando en contra de la empresa Monsanto que intentaba instalar una planta en la localidad de Malvinas Argentinas, provincia de Córdoba.